# Rhinobatos granulatus
Rhinobatos granulatus es una especie de peces de la familia Rhinobatidae en el orden de los Rajiformes.

## Morfología
Los machos pueden llegar alcanzar los 280 cm de longitud total.

## Reproducción
Es ovíparo.

## Distribución geográfica
Se encuentra desde las  costas del Golfo Pérsico hasta Tailandia, Vietnam y, posiblemente, en la China, Indonesia (Sumatra y Borneo), Filipinas y Nueva Guinea.